# Oriol Tarragó
Oriol Tarragó (Reus, Tarragona, 25/10/1976) es supervisor de postproducción y diseñador de sonido de cine. También es profesor de la Escuela Superior de Cine y Audiovisuales de Cataluña (ESCAC), adscrita a la Universidad de Barcelona.
Ha diseñado el sonido de multitud de largometrajes españoles e internacionales, como [Rec] (2007), El orfanato (2007), Lo imposible (2012), El Niño (2014), Enemy (2013), Crimson Peak (2015), Penny Dreadful (2014),  Jurassic World: The Fallen Kingdom (2018) o La sociedad de la nieve (2023) 
Ha recibido seis premios Goya, el último, por La sociedad de la nieve, ocho Gaudí, así como dos Bobinas de Oro por El orfanato, La sociedad de la nieve y una nominación por Penny Dreadful de la Asociación Estadounidense de Montadores de Sonido (Motion Picture Sound Editors, MPSE). También ha recibido el premio a mejor diseñador de sonido europeo de 2018, concedido por la Academia de Cine Europeo. 
Es miembro de la Academia de Artes y Ciencias Cinematográficas de España y de la Academy of Motion Picture Arts and Sciences estadounidense (academia de Hollywood).

## Biografía
Cursó sus estudios en la Escuela Superior de Cine y Audiovisuales de Cataluña (ESCAC), de la cual se graduó con el documental Pura (1999), tras recibir una beca para una estancia de seis meses en la escuela superior Ngee Ann Polytechnic de Singapur.

## Carrera profesional
A su regreso de Singapur, trabajó con Guillermo del Toro en El espinazo del diablo (2001) y con su compañero de la ESCAC Juan Antonio Bayona en sus diversos cortos y luego en El orfanato (2007). Posteriormente, se trasladó a los Estados Unidos, donde amplió su formación en posproducción en la Universidad de Nueva York, y de ahí viajó a Londres, donde trabajó como montador de sonido.
A su regreso a Barcelona, fundó su propio estudio y comenzó a colaborar con directores como Jaume Balagueró, Kike Maíllo, Denis Villeneuve o Daniel Monzón, así como en las siguientes entregas de Juan Antonio Bayona.
En la actualidad compagina su trabajo en posproducción de sonido, desde su estudio Coser y Cantar, con la docencia en la ESCAC y otros programas de la Universidad de Barcelona. También participa en varios proyectos en estudios de los Estados Unidos, Canadá e Inglaterra.

## Filmografía

### Cine

#### Departamento de sonido
| Año  | Película                                            |
| ---- | --------------------------------------------------- |
| 2025 | Wolfgang (Extraordinari)                            |
| 2025 | Un fantasma en la batalla                           |
| 2025 | Deep water                                          |
| 2024 | L`homme au piano                                    |
| 2024 | Dos tumbas (3 Episodios)                            |
| 2024 | La Joia: Bad Gyal                                   |
| 2024 | The Penguin Lessons                                 |
| 2024 | Buffalo Kids                                        |
| 2024 | Casa en flames                                      |
| 2024 | A través de tu mirada                               |
| 2023 | Això no és Suècia (8 Episodios)                     |
| 2023 | El último día                                       |
| 2023 | La sociedad de la nieve                             |
| 2023 | Bird Box: Barcelona                                 |
| 2023 | A través del mar                                    |
| 2023 | Fauna                                               |
| 2023 | Momias                                              |
| 2022 | Un hombre de acción                                 |
| 2022 | El Crédito                                          |
| 2022 | Tadeo Jones 3: La tabla esmeralda                   |
| 2022 | A través de mi ventana                              |
| 2021 | Tres                                                |
| 2021 | L'homme au piano                                    |
| 2021 | Las leyes de la frontera                            |
| 2021 | Xtremo                                              |
| 2021 | Way Down                                            |
| 2020 | Cosmética del enemigo                               |
| 2019 | Malnazidos                                          |
| 2019 | Hogar                                               |
| 2019 | 4×4                                                 |
| 2019 | Premios Goya 33 edición                             |
| 2018 | Paradise Hills                                      |
| 2018 | La Noria                                            |
| 2018 | Superlópez                                          |
| 2018 | Alegría, tristeza                                   |
| 2018 | Yucatán                                             |
| 2018 | Jurassic World: El reino caído                      |
| 2018 | Un día más con vida                                 |
| 2017 | El club de los buenos infieles                      |
| 2017 | El secreto de Marrowbone                            |
| 2017 | Tadeo Jones 2: El secreto del rey Midas             |
| 2017 | La chica de la canción                              |
| 2016 | No culpes al karma de lo que te pasa por gilipollas |
| 2016 | Contratiempo                                        |
| 2016 | Un monstruo viene a verme                           |
| 2015 | No me quites                                        |
| 2015 | La cumbre escarlata                                 |
| 2015 | V Zero                                              |
| 2015 | Atrapa la bandera                                   |
| 2015 | [REC] 4: Apocalipsis                                |
| 2014 | El Niño                                             |
| 2014 | Out of the Dark                                     |
| 2013 | The Only Man                                        |
| 2013 | Los inocentes                                       |
| 2013 | Enemy                                               |
| 2013 | Barcelona nit d'estiu                               |
| 2013 | Los últimos días                                    |
| 2013 | I Mamá                                              |
| 2012 | El cuerpo                                           |
| 2012 | Lo imposible                                        |
| 2011 | Mientras duermes                                    |
| 2011 | Eva                                                 |
| 2010 | Luna di miele, luna di sangue VII                   |
| 2010 | Carne de neón                                       |
| 2010 | Los ojos de Julia                                   |
| 2009 | Spanish Movie                                       |
| 2009 | Rabia                                               |
| 2009 | [Rec]²                                              |
| 2009 | Paintball: juega para sobrevivir                    |
| 2008 | Cobardes                                            |
| 2007 | La habitación de Fermat                             |
| 2007 | [Rec]                                               |
| 2007 | Lo mejor de mí                                      |
| 2007 | El orfanato                                         |
| 2006 | Moscow zero                                         |
| 2006 | Películas para no dormir: Para entrar a vivir       |
| 2005 | Cuento de Navidad                                   |
| 2005 | Zulo                                                |
| 2005 | Avatar                                              |
| 2005 | La monja                                            |
| 2004 | Yo puta                                             |
| 2003 | El hombre Esponja                                   |
| 2003 | Beyond Re-Animator                                  |
| 2002 | Ausencias                                           |
| 2002 | Nowhere                                             |
| 2001 | Retruc                                              |
| 2001 | Stranded                                            |
| 2001 | Jaizkibel                                           |
| 2001 | El espinazo del diablo                              |
| 1999 | Tu-no                                               |

### Documentales
| Año  | Documentales    |
| ---- | --------------- |
| 2009 | Garbo: El espía |
| 1999 | Al margen       |
| 1999 | Pura            |

### Televisión
| Año  | Serie                    |
| ---- | ------------------------ |
| 2022 | Feria: La luz más oscura |
| 2017 | Sé quién eres            |
| 2014 | Penny Dreadful           |

#### Actor
| Año  | Película          | Papel      |
| ---- | ----------------- | ---------- |
| 2015 | Atrapa La Bandera | Igor (Voz) |

#### Director
| Año  | Documental |
| ---- | ---------- |
| 1999 | Pura       |

#### Escritor
| Año  | Documental |
| ---- | ---------- |
| 1999 | Pura       |

## Premios y nominaciones
27 Premios y 17 nominaciones
| Año  | Premio                                                                 | Categoría | Resultado | Trabajo                                |
| ---- | ---------------------------------------------------------------------- | --- | --------- | -------------------------------------- |
| 2022 | Premios Sociedad Internacional de Cinéfilos                            | Premio al mejor Sonido | 2ºPuesto  | Tres                                   |
| 2022 | Premios Mestre Mateo                                                   | Premio al mejor Sonido | Ganador   | Tres                                   |
| 2020 | SITGES Festival internacional de cinema fantastic de Catalunya         | Premio María Honorífica por toda una carrera dedicada al diseño de sonido                                                                                  | Ganador   |                                        |
| 2020 | Festival de cine de Madrid-PNR                                         | Premio al mejor sonido | Ganador   | El Infierno                            |
| 2018 | Cortogenia                                                             | Premio al mejor sonido | Ganador   | La Noria                               |
| 2018 | Emile Awards                                                           | Premio al Mejor diseño de sonido en una producción de largometraje.                                                                                        | Nominado  | Another day of life                    |
| 2024 | Latino Entertainment Journalists Association Film Awards (LEJA Awards) | Premio al Mejor sonido | Nominado  | La sociedad de la nieve                |
| 2024 | Motion Picture Sound Editors                                           | Premio Golden Reel al Logro Sobresaliente en Edición de Sonido - Largometraje en Lengua Extranjera                                                         | Ganador   | La sociedad de la nieve                |
| 2020 | Motion Picture Sound Editors                                           | Logro destacado en la edición de sonido - Efectos de sonido, Foley, Música, Diálogo y ADR para medios de difusión de acción en vivo de menos de 35 minutos | Nominado  | Battle at Big Rock                     |
| 2015 | Motion Picture Sound Editors                                           | Premio Golden Reel al mejor montaje de sonido, los mejores efectos de sonido y los mejores efectos sala en televisión                                      | Finalista | Capítulo: «Penny Dreadful: Night Work» |
| 2008 | Motion Picture Sound Editors                                           | Premio Golden Reel al mejor montaje de sonido, los mejores efectos sala y el mejor montaje de diálogos en una película de habla no inglesa                 | Ganador   | El orfanato                            |
| 2017 | Premios European Film                                                  | Premio del Diseño de sonido Europeo | Ganador   | Un Monstruo viene a verme              |
| 2024 | Premios Goya                                                           | Premio Goya al mejor sonido | Ganador   | La sociedad de la nieve                |
| 2022 | Premios Goya                                                           | Premio Goya al mejor sonido | Ganador   | Tres                                   |
| 2017 | Premios Goya                                                           | Premio Goya al mejor sonido | Ganador   | Un monstruo viene a verme              |
| 2016 | Premios Goya                                                           | Premio Goya al mejor sonido | Finalista | Anacleto, agente secreto               |
| 2015 | Premios Goya                                                           | Premio Goya al mejor sonido | Ganador   | El Niño                                |
| 2013 | Premios Goya                                                           | Premio Goya al mejor sonido | Ganador   | Lo imposible                           |
| 2012 | Premios Goya                                                           | Premio Goya al mejor sonido | Finalista | Eva                                    |
| 2008 | Premios Goya                                                           | Premio Goya al mejor sonido | Ganador   | El orfanato                            |
| 2024 | Premios CinEuphoria                                                    | Mejor sonido / Efectos sonoros en competición internacional                                                                                                | Ganador   | La sociedad de la nieve                |
| 2014 | Premios CinEuphoria                                                    | Mejores efectos especiales (sonoros o visuales) en competición internacional                                                                               | Ganador   | Lo imposible                           |
| 2024 | Premios Platino                                                        | Premio a la Mejor dirección de sonido | Ganador   | La sociedad de la nieve                |
| 2017 | Premios Platino                                                        | Premio a la Mejor dirección de sonido | Ganador   | Un Monsturo viene a verme              |
| 2024 | International Online Cinema Awards (INOCA)                             | Premio a la Mejor sonido | Nominado  | La sociedad de la nieve                |
| 2022 | Premios Gaudí de la Academia de Cine Catalán                           | Premio Gaudí al mejor sonido | Ganador   | Tres                                   |
| 2022 | Premios Gaudí de la Academia de Cine Catalán                           | Premio Gaudí al mejor sonido | Nominado  | Las Leyes de la frontera               |
| 2019 | Premios Gaudí de la Academia de Cine Catalán                           | Premio Gaudí al mejor sonido | Nominado  | Jurassic World                         |
| 2019 | Premios Gaudí de la Academia de Cine Catalán                           | Premio Gaudí al mejor sonido | Nominado  | Super López                            |
| 2017 | Premios Gaudí de la Academia de Cine Catalán                           | Premio Gaudí al mejor sonido | Ganador   | Un Monsturo viene a verme              |
| 2016 | Premios Gaudí de la Academia de Cine Catalán                           | Premio Gaudí al mejor sonido | Ganador   | Anacleto, agente secreto               |
| 2016 | Premios Gaudí de la Academia de Cine Catalán                           | Premio Gaudí al mejor sonido | Nominado  | Atrapa la bandera                      |
| 2015 | Premios Gaudí de la Academia de Cine Catalán                           | Premio Gaudí al mejor sonido | Ganador   | El Niño                                |
| 2015 | Premios Gaudí de la Academia de Cine Catalán                           | Premio Gaudí al mejor sonido | Finalista | [REC] 4: Apocalipsis                   |
| 2014 | Premios Gaudí de la Academia de Cine Catalán                           | Premio Gaudí al mejor sonido | Ganador   | Los últimos días                       |
| 2014 | Premios Gaudí de la Academia de Cine Catalán                           | Premio Gaudí al mejor sonido | Finalista | El cuerpo                              |
| 2013 | Premios Gaudí de la Academia de Cine Catalán                           | Premio Gaudí al mejor sonido | Ganador   | Lo imposible                           |
| 2012 | Premios Gaudí de la Academia de Cine Catalán                           | Premio Gaudí al mejor sonido | Ganador   | Mientras duermes                       |
| 2012 | Premios Gaudí de la Academia de Cine Catalán                           | Premio Gaudí al mejor sonido | Finalista | Eva                                    |
| 2011 | Premios Gaudí de la Academia de Cine Catalán                           | Premio Gaudí al mejor sonido | Finalista | Los ojos de Julia                      |
| 2010 | Premios Gaudí de la Academia de Cine Catalán                           | Premio Gaudí al mejor sonido | Ganador   | [Rec]²                                 |
| 2007 | Premios Barcelona                                                      | Premio Barcelona al mejor sonido | Ganador   | El orfanato                            |
| 2017 | Premios Fenix                                                          | Premio al mejor sonido | Ganador   | Un Monstruo viene a verme              |
| 2019 | Premios Fugaz al cortometraje español                                  | Mejor sonido | Nominado  | La Noria                               |